# شوبان (الطيال)

تعديل مصدري - تعديل

شوبان هي إحدى قرى عزلة جبل اللوز بمديرية الطيال التابعة لمحافظة صنعاء، بلغ تعداد سكانها 1323 نسمة حسب تعداد اليمن لعام 2004.